# Fumito Ueda
Fumito Ueda (上田 文人 Ueda Fumito, 19 d'abril de 1970) és un dissenyador de videojocs japonès. Ueda és conegut per haver dissenyat i dirigit Ico (2001), Shadow of the Colossus (2005), i The Last Guardian (2016).
Els seus jocs han aconseguit l'estatus de culte i es distingeixen pels seus arguments i ambientació sobris, l'ús d'il·luminació dessaturada i sobreexposada, idiomes ficticis i diàlegs austers.

## Biografia

### Primers anys
Ueda va néixer a Tatsuno el 19 d'abril de 1970, i es va graduar a la Universitat Artística d'Osaka el 1993. El 1995 va decidir dedicar-se a la indústria del videojoc.

### Sony
El 1997, 
Ueda es va unir amb èxit a Sony Computer Entertainment com a desenvolupador. Al SIE Japan Studio de Sony Computer Entertainment va començar a treballar en Ico. Després d'Ico, Ueda i el seu petit equip, més conegut com a Team Ico, van començar a treballar en un joc originalment anomenat NICO, però que més tard es va anomenar Shadow of the Colossus.

### genDESIGN
Va deixar Sony al desembre de 2011, encara que va romandre sota contracte per acabar la producció de The Last Guardian. Després d'anys de desenvolupament, es va anunciar una data de llançament per a The Last Guardian, el 25 d'octubre de 2016, tot i que posteriorment es va retardar fins al 6 de desembre de 2016.

## Influències i estil
Es considera que els jocs d'Ueda tenen un estil molt distintiu, el que el propi Ueda descriu com a "disseny per sostracció", amb paisatges buits, il·luminació dessaturada i història minimalista que donen als seus jocs un aspecte personal i distintiu. Ueda considera que en els videojocs la jugabilitat s'ha de dissenyar primer, i després complementar-la amb la història.
L'any 2008, IGN, va incloure a Ueda en els 100 millors creadors de jocs de tots els temps, afirmant que "la seva habilitat per a crear trencaclosques atmosfèrics amb personatges muts o gairebé muts crea una sensació d'aïllament, tot i que provoca un sentiment d'esperança quan els protagonistes busquen simplement la redempció de les seves presons ornamentals i desgastades ".

## Obres
| Títol                          | Any de llançament | Plataforma original         | Guió | Disseny | Producció | Altres                            |
| ------------------------------ | ----------------- | --------------------------- | ---- | ------- | --------- | --------------------------------- |
| D no Shokutaku: Director’s Cut | 1996              | 3DO Interactive Multiplayer | -    | -       | -         | Animador                          |
| Enemy Zero                     | 1997              | Sega Saturn                 | -    | -       | -         | Animador                          |
| Ico                            | 2001              | Playstation 2               | Sí   | Sí      | -         | Animador en cap/Director artístic |
| Shadow of the Colossus         | 2005              | Playstation 2               | Sí   | Sí      | -         | -                                 |
| The Last Guardian              | 2016              | Playstation 4               | Sí   | Sí      | Sí        | -                                 |